# Hans-Dieter Wallschläger
Hans-Dieter Wallschläger, auch Dieter Wallschläger (* 13. Juli 1947 in Grevesmühlen) ist ein deutscher Biologe und Genealoge.

## Leben
Wallschläger wuchs in Güstrow auf. Er studiert von 1966 bis 1971 Zoologie an der Lomonossow-Universität in Moskau. Ab 1971 war er wissenschaftlich tätig und promovierte und habilitierte sich an der Humboldt-Universität in Berlin unter Leitung von Günter Tembrock. 1990 erhielt er einen Ruf an die Universität Potsdam auf den Lehrstuhl für Ökoethologie (Institut für Biochemie und Biologie). Seit 2012 ist er Emeritus.
Im Ehrenamt ist er im Vorstand des Pommerschen Greif e. V. tätig und seit 2013 dessen erster Vorsitzender. Hier betreut er die Forschungsinteressen dieses auf die Genealogie und Ortskunde Pommerns spezialisierten Vereins im Hinblick auf den ehemaligen Landkreis Cammin i. Pom. mittels einer von ihm betreuten Datenbank und einer Vielzahl von Veröffentlichungen. Er ist seit 2002 auch Vorsitzender des Heimatkreisausschusses Cammin.

## Schriften

### Als Biologe
- Verhaltensbiologie und Naturschutz : Festschrift zum 80. Geburtstag von Prof. Dr. rer. nat. Dr. h.c. mult. Günter Tembrock
- Konversion und Naturschutz 2. Workshop, Potsdam im Oktober 1996
- Offenland und Sukzession, Tagungsband zum Symposium 6 der 32. Jahrestagung der Gesellschaft für Ökologie in Cottbus vom 16. – 20. September 2002 = Open landscapes and succession
- Der Einfluss konstitutioneller und ökologischer Faktoren auf den Reviergesang von Sperlingsvögeln (Aves, Passeriformes)
- Vogelstimmen heimischer Arten
- Artspezifität und Variabilität territorialer Lautäusserungen bei Vögeln
  - Vollständiges Veröffentlichungsverzeichnis bei der Universität Potsdam[1]

### Als Genealoge und Heimatforscher
- Der Kreis Cammin : Quellen und Einwohner ISBN 978-3-941135-01-7
- Der Kreis Cammin : Bilder von 1895 bis 1945 ISBN 3-7911-0257-5